# Thomas Voeckler
Thomas Voeckler, född 22 juni 1979 i Schiltigheim i Frankrike, är en fransk proffscyklist. Han blev professionell 2001 med det franska stallet Bonjour. I slutet av 2000 var Voeckler en så kallad stagiaire, en amatörcyklist som under några månader får prova på att vara professionell, för samma stall. Bonjour slutade sponsra cykelstallet i slutet av 2002 och i stället gick Brioches La Boulangère in som huvudsponsor och sponsrade stallet fram till årsskiftet 2005 när mobiloperatören Bouygues Télécom istället blev huvudsponsor. Idag tävlar han för Europcar som började sponsra stallet när Bouygues Télécom slutade som huvudsponsor för cykelstallet.

## Början
När han var sju år flyttade hans familj till Martinique, där han fick smeknamnet Ti-Blanc (lilla vita) eftersom han var liten och ljus i hyn. Men han flyttade tillbaka till Frankrike som äldre tonåring efter att ha gjort bra resultat på amatörrankingen. Tillbaka i Frankrike började han studera sport i La Roche-sur-Yon som 17-åring och blev där kompis med Fabrice Salanson, en fransk tävlingscyklist som ansågs vara en stor talang men som avled i juni 2003. Snart började Thomas Voeckler tävla med Vendée U som Jean-René Bernaudeau ledde. Bernaudeau är för närvarande sportdirektör i Bouygues Télécom.
Under säsongen 2000 vann Thomas Voeckler den belgiska tävlingen Flèche Ardennaise. Han vann också etapp 1 av Ruban Granitier Breton. Han slutade också tvåa i Paris–Roubaix Espoirs efter tysken Eric Baumann. Efter de fina resultaten fick fransmannen prova på att vara professionell i det franska stallet Bonjour, som kontrakterade cyklisten till säsongen 2001.

## Professionell
Under Thomas Voecklers första år som professionell i Bonjour cyklade han Giro d'Italia. Under sitt andra år i stallet slutade han trea på Circuit Franco-Belges fjärde etapp efter Sandy Casar och Bert Hiemstra.
Inför säsongen 2003 bytte Bonjour sponsor och den nya sponsorn blev Brioches La Boulangère. Under säsongen 2003 vann Thomas Voeckler Luxemburg runt, Classic Loire Atlantique och etapp 8 på Tour de l'Avenir. Voeckler gjorde också debut i Tour de France.
Thomas Voeckler vann de franska mästerskapen i linjelopp i juni 2004 och fick därför cykla i nationsmästartröjan under Tour de France 2004. Efter den femte etappen i det franska etapploppet ledde Voeckler loppet, och ungdomstävlingen, varför nationsmästartröjan byttes ut för några veckor. Thomas Voeckler bar den gula ledartröjan i Tour de France 2004 under tio dagar och det gjorde honom till hela Frankrikes älskling. Han slutade senare på 18:e plats i sammanställningen. På tävlingens sista tempolopp tappade han ledningen i ungdomstävlingen till ryssen Vladimir Karpets. Fransmannen Sandy Casar slutade tvåa och Thomas Voeckler slutade till slut trea i ungdomstävlingen. Under en av cykeltävlingens vilodagar fick Voeckler reda på att han var uttagen till den franska truppen inför de Olympiska sommarspelen 2004 i Aten.
Fransmannen vann etapp 3 av Dunkirks fyradagars 2005. Han bar också den prickiga bergsmästartröjan i Tour de France 2005 efter etapp 2.
Under säsongen 2006 vann Thomas Voeckler Paris–Bourges, Route du Sud och etapp 5 på Baskien runt. Voeckler slutade tvåa på etapp 1 av Dauphiné Libéré samma år efter tysken Fabian Wegmann.
Vann Tour du Poitou Charentes et de la Vienne sammanlagt 2007. Voeckler vann också Grand-Prix de Plouay Ouest-France och bergstävlingen på Paris–Nice framför Tom Danielson och Alberto Contador Velasco.
Under säsongen 2008 vann fransmannen Circuit Cycliste de la Sarthe. I slutet av maj samma år vann Thomas Voeckler också GP Plumelec-Morbihan.
Fransmannen bar den rödprickiga bergströjan i Tour de France 2008 under sex etapper.

### 2009
Säsongen 2009 startade bra för Thomas Voeckler då han slutade tvåa på årets första lopp, GP d'Ouverture La Marseillaise, efter sin landsman Rémi Pauriol. Några dagar senare slutade han tvåa på etapp 4 av Étoile de Bessèges, fyra sekunder bakom belgaren Björn Leukemans. Thomas Voeckler fick efter etapp 4 iklädda sig tävlingens ledartröja och efter etapp 5 stod det klart att han var vinnare av tävlingen före den slovenska cyklisten Jure Kocjan och Voecklers stallkamrat Juri Trofimov. 
Thomas Voeckler vann i februari etapp 2 av Tour du Haut Var framför David Moncoutié och Chris Anker Sørensen, en seger som gjorde honom till vinnare av tävlingen. På etapp 5 av Paris–Nice slutade han tvåa bakom Jérémy Roy. I maj vann Thomas Voeckler den franska tävlingen Trophée des Grimpeurs framför Anthony Geslin och Nicolas Jalabert. 
Senare samma månad slutade fransmannen tvåa på etapp 20 av Giro d'Italia 2009 bakom belgaren Philippe Gilbert. Bbox Bouygues Télécom, som är Thomas Voecklers stall kom till Tour de France 2009 för att ta etappsegrar och för att synas i media. De hade inga cyklister som kunde konkurrera om sammandraget. Klungan hade hämtat in alla utbrytarförsök på alla spurtetapperna tills den 8 juli 2009, etapp 5. På etapp 5 befann sig Voeckler i en utbrytning, tillsammans med fem andra cyklister, där Voeckler var den mest rutinerade åkaren. Voeckler ryckte med 4,8 kilometer kvar till mål och höll avståndet men med klungan hack i häl. Detta betydde att han tagit sin första seger i Tour de France trots tio dagar i den gula ledartröjan 2004.

### 2011
Under säsongen 2011 lyckades Voeckler köra till sig en 4:e plats i Tour De France. Han körde även i den gula ledartröjan i totalt 10 etapper. 
Voeckler slutade på tredje plats på etapp av Tour de Vendée bakom Pavel Brutt och Mathieu Ladagnous.

## Meriter

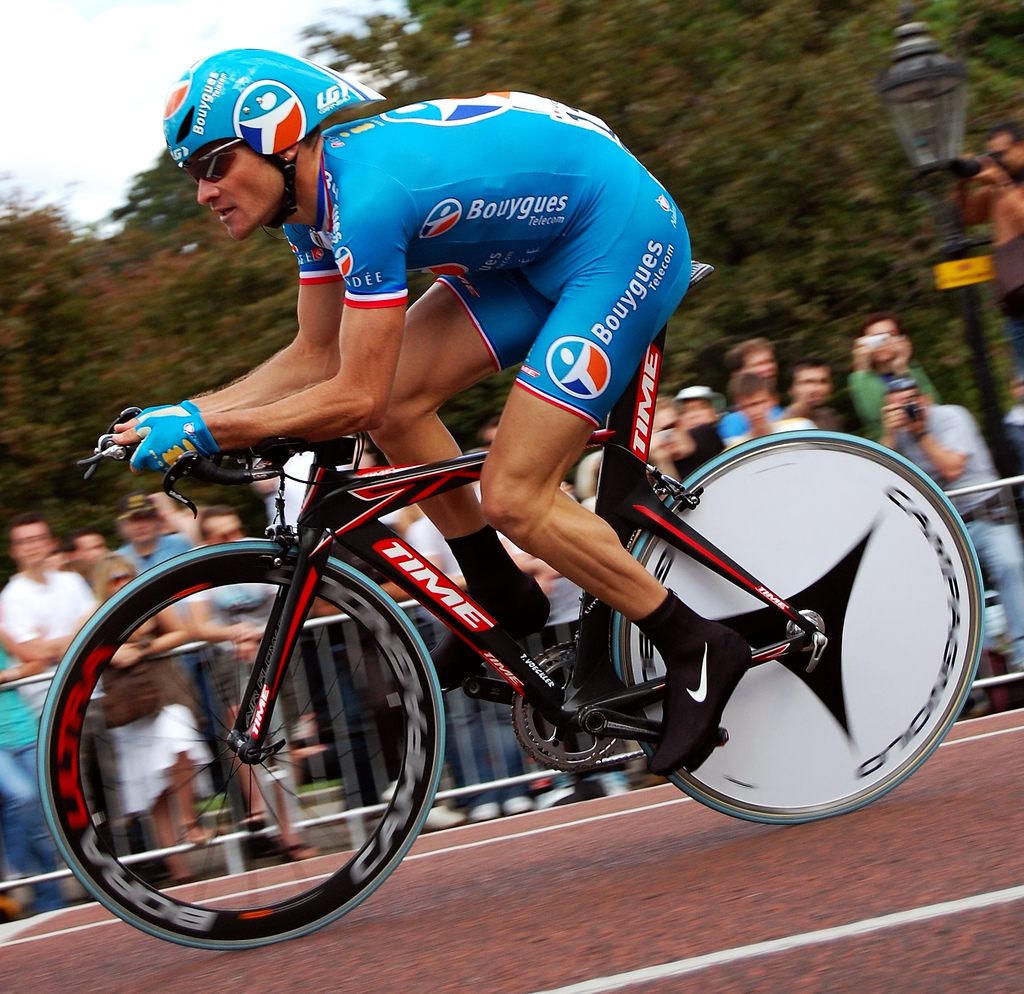
Thomas Voeckler under Tour de France 2007.

2003
1:a, sammanlagt, Luxemburg runt (och två etappvinster)
1:a, Classic Loire Atlantique
1:a, etapp 8, Tour de l'Avenir
2004
18:e sammanlagt, Tour de France
Gula ledartröjan (etapp 5–14)
Ungdomströjan (etapp 5–18)
 Nationsmästerskapens linjelopp
1:a, À travers le Morbihan
1:a, etapp 4, Route du Sud
2005
1:a, etapp 3, Dunkerques fyradagars
Tour de France
rödprickiga bergspriströjan (etapp 2)
2006
1:a, Paris–Bourges
1:a, etapp 5, Baskien runt
1:a, etapp 1 och sammanlagt, Route du Sud
1:a, Paris–Bourges
2:a, etapp 1, Critérium du Dauphiné Libéré
2007
1:a, bergspristävlingen, Paris–Nice
1:a, sammanlagt, Tour du Poitou Charentes et de la Vienne
1:a, Grand-Prix de Plouay Ouest-France
2008
1:a, sammanlagt, Circuit Cycliste de la Sarthe
1:a, GP Plumelec-Morbihan
2:a, etapp 1, Circuit Cycliste de la Sarthe
Tour de France
rödprickiga bergspriströjan (etapp 1–6)
2009
1:a, Étoile de Bessèges
1:a, Tour du Haut Var
1:a, etapp 2, Tour du Haut Var
1:a, Trophée des Grimpeurs
1:a, etapp 5, Tour de France
2:a, GP d'Ouverture La Marseillaise
2:a, etapp 4, Étoile de Bessèges
2:a, etapp 5, Paris–Nice
2:a, etapp 2, Giro d'Italia 2009
3:a, Tour de Vendée
2010
1:a, Grand Prix Cycliste de Québec
 Nationsmästerskapens linjelopp
2011
1:a, Tour du Haut Var
1:a, Dunkirks fyradagars
4:a, Tour de France
2012
1:a, Brabantse Pijl
 Bergspristävlingen, Tour de France

## Stall
- Bonjour (stagiaire) 2000
- Bonjour 2001–2002
- Brioches La Boulangère 2003–2004
- Bouygues Télécom 2005–2010
- Team Europcar 2011–